# Aconitum spiripetalum
Aconitum spiripetalum är en ranunkelväxtart som beskrevs av Hand.-mazz.. Aconitum spiripetalum ingår i släktet stormhattar, och familjen ranunkelväxter. Inga underarter finns listade i Catalogue of Life.